# Rhagonycha martini
Rhagonycha martini é uma espécie de insetos coleópteros polífagos pertencente à família Cantharidae.
A autoridade científica da espécie é Pic, tendo sido descrita no ano de 1908.
Trata-se de uma espécie presente no território português.